# Grecia ai XXIII Giochi olimpici invernali
La Greciaha partecipato ai XXIII Giochi olimpici invernali, che si sono svolti dal 9 al 28 febbraio 2018 a PyeongChang, in Corea del Sud, con una delegazione composta da 4 atleti. La portabandiera è stata la sciatrice alpina Sophia Ralli.